# Wiederansiedlung von Bartgeiern in Bayern

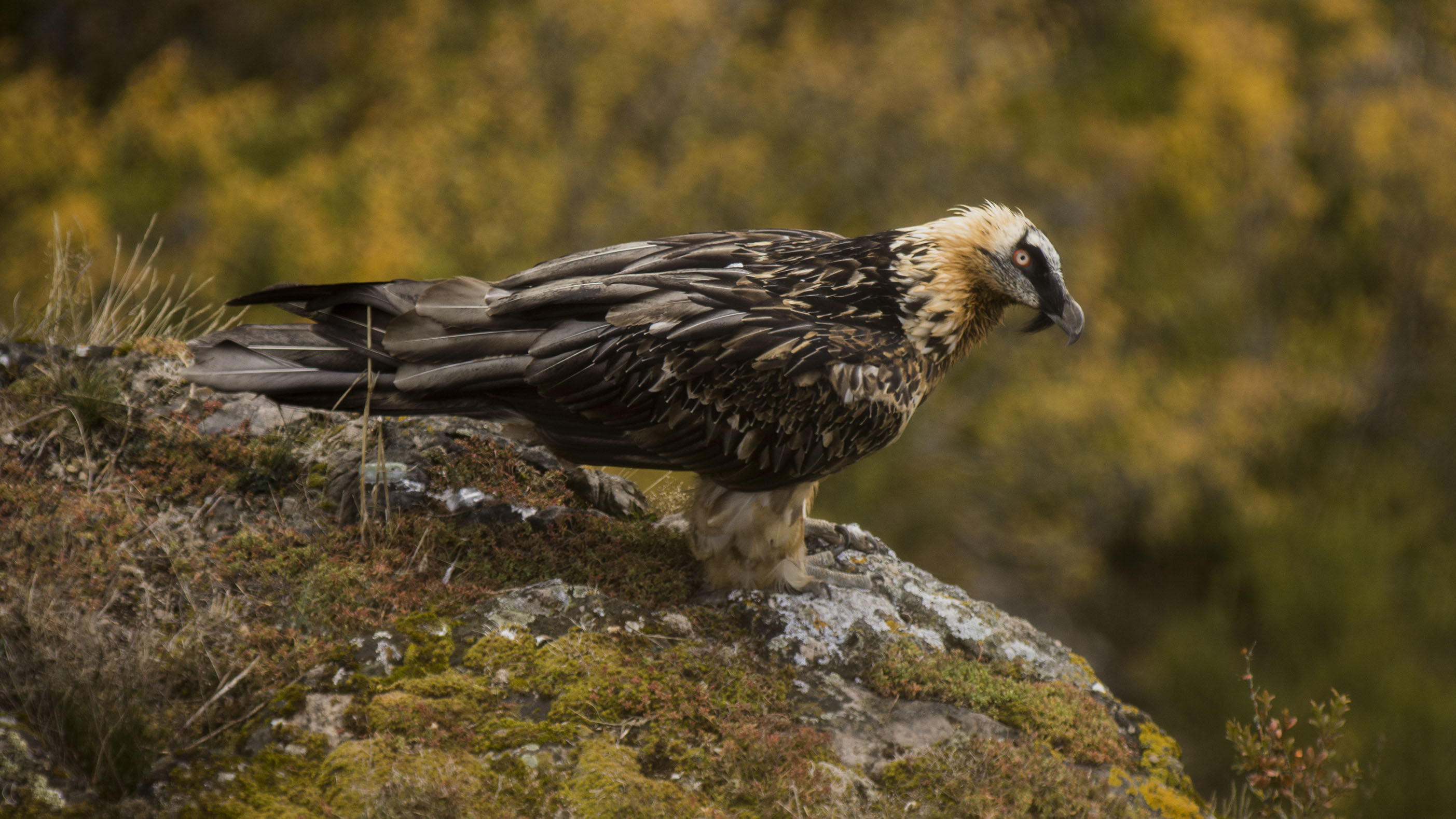
Subadulter Bartgeier Layrou im Parc des Grands Causses (2017)

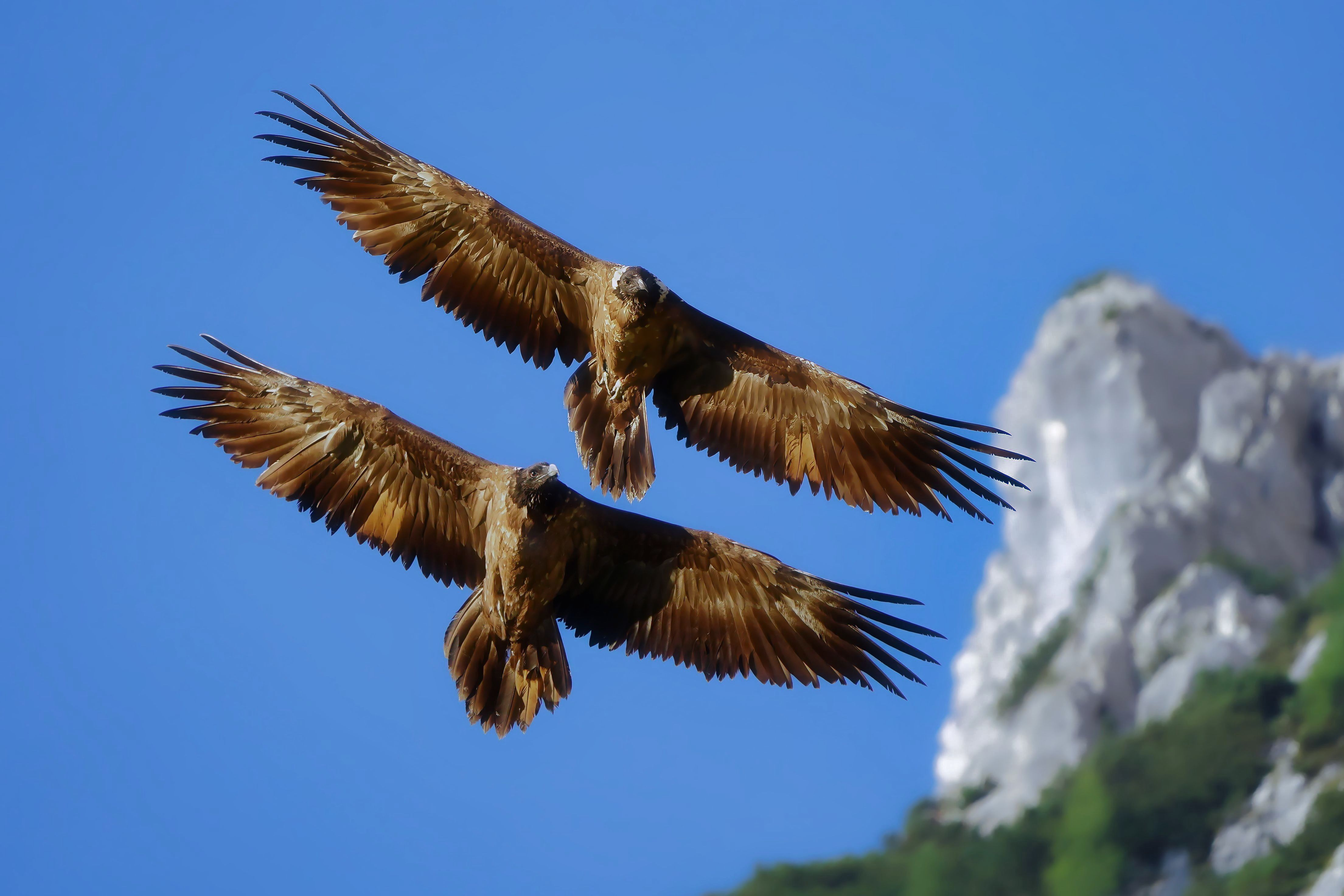
Dagmar und Recka am Knittelhorn

Die Wiederansiedlung von Bartgeiern in Bayern begann 2021 im Nationalpark Berchtesgaden.

## Geschichte
Der Bartgeier galt seit dem Anfang des 20. Jahrhunderts in Deutschland als ausgestorben. Schon in den 1970er Jahren wurde versucht, diese Art mit in Vorderasien eingefangenen Tieren in den französischen Alpen wieder anzusiedeln, was zunächst jedoch nicht gelang. Erfolgreich war hingegen die Wiederansiedlung von Bartgeiern in Österreich. Die erste Auswilderung von in Zoos oder Zuchtstationen geschlüpften Jungtieren erfolgte im Jahr 1986 im österreichischen Nationalpark Hohe Tauern. In den Folgejahren wurde das Wiederansiedlungsprojekt über den ganzen Alpenraum ausgedehnt. In Frankreich begann man mit den Auswilderungen 1987 im Hochsavoyen, in der Schweiz im Jahr 1991 im Schweizerischen Nationalpark und 1994 im italienischen Nationalpark Stilfserjoch. Bis 2020 wurden über 200 Bartgeier freigelassen, die nach dem Erreichen der Geschlechtsreife neue Brutpaare bildeten, die dann teils auch erfolgreich wild brüteten.

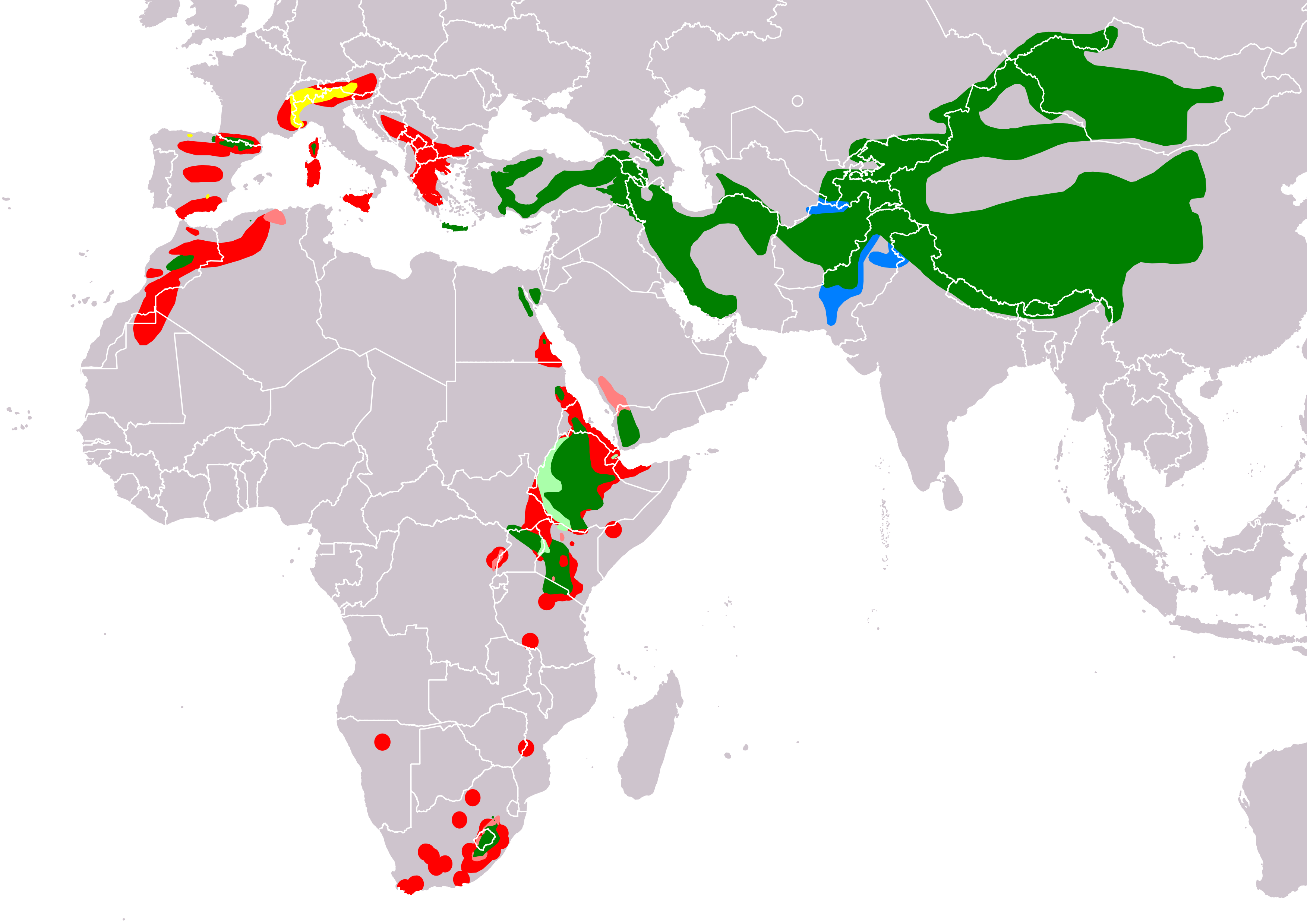
Verbreitung des Bartgeiers:
Ganzjähriges Vorkommen
Überwinterungsgebiete
Population wahrscheinlich erloschen
Population erloschen
Wahrscheinlich ganzjähriges Vorkommen
Wiederansiedlungsgebiete

In Österreich wurde das Programm 2018 beendet. Probleme ergaben sich dort durch Bleivergiftungen der Vögel, da teils noch nicht mit bleifreier Munition gejagt wird und die Vögel das Blei mit Aas aufnehmen.
Weiters kam es zu illegalen Abschüssen durch Wilderei sowie zu Inzest innerhalb der bereits etablierten Population.
Einige wenige dieser Vögel drangen zwar auf ihren Streifzügen auch immer wieder nach Deutschland vor, wurden hier aber nirgends sesshaft. 
Insbesondere begegneten bzw. vermischten sich die Individuen der französischen und schweizerischen Populationen im Westen nicht mit jenen der österreichischen in den Ostalpen. Die bayerischen Alpen blieben somit über drei Jahrzehnte hinweg bis zum Anfang der 2020er Jahre noch ein „Weißer Fleck“ auf den Karten der Wiederansiedlungsprojekte.

## Wiederansiedlung in Bayern

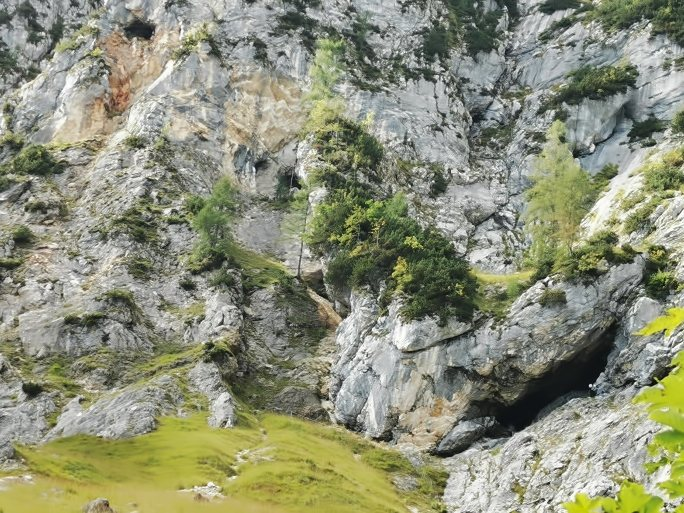
Auswilderungsplatz

Um die „Populationslücke“ von Bartgeiern in den bayerischen Alpen zu schließen, begann man 2021 im Nationalpark Berchtesgaden in Zusammenarbeit mit dem Landesbund für Vogelschutz in Bayern ebenfalls mit Wiederansiedlungen. Die Jungvögel stammen aus verschiedenen Zuchtstationen des europäischen Bartgeier-Zuchtnetzwerks im Erhaltungszuchtprogramm des Europäischen Zooverbands (EEP), dem auch der Tiergarten Nürnberg angehört. Hiervon verspricht man sich langfristig auch eine Auffrischung des Genpools der Population in den südlichen Ostalpen. Es sollen im Klausbachtal in den Berchtesgadener Alpen jährlich zwei bis drei Tiere im Alter von etwa 90 Tagen nach der Hacking-Methode ausgewildert werden. Bei dieser Methode werden die Jungvögel kurz vor den ersten Flugversuchen an einem geschützten Ort ausgesetzt und mit Nahrung versorgt. Der geschützte Auswilderungsplatz ist ein Abri und befindet sich oberhalb der Halsalm an einer unwegsamen Geröllhalde des Knittelhorns (2015 m) auf einer Höhe von ca. 1300 m. Das Gelände und die Umgebung werden von Beobachtungsposten sowie mit mehreren Webcams ständig überwacht. Die Flugrouten der subadulten Vögel werden zusätzlich mit GPS-Trackern dokumentiert.

## Liste der in Bayern freigelassenen Bartgeier
Die folgende Liste enthält alle ab 2021 in Bayern freigelassenen Bartgeier:

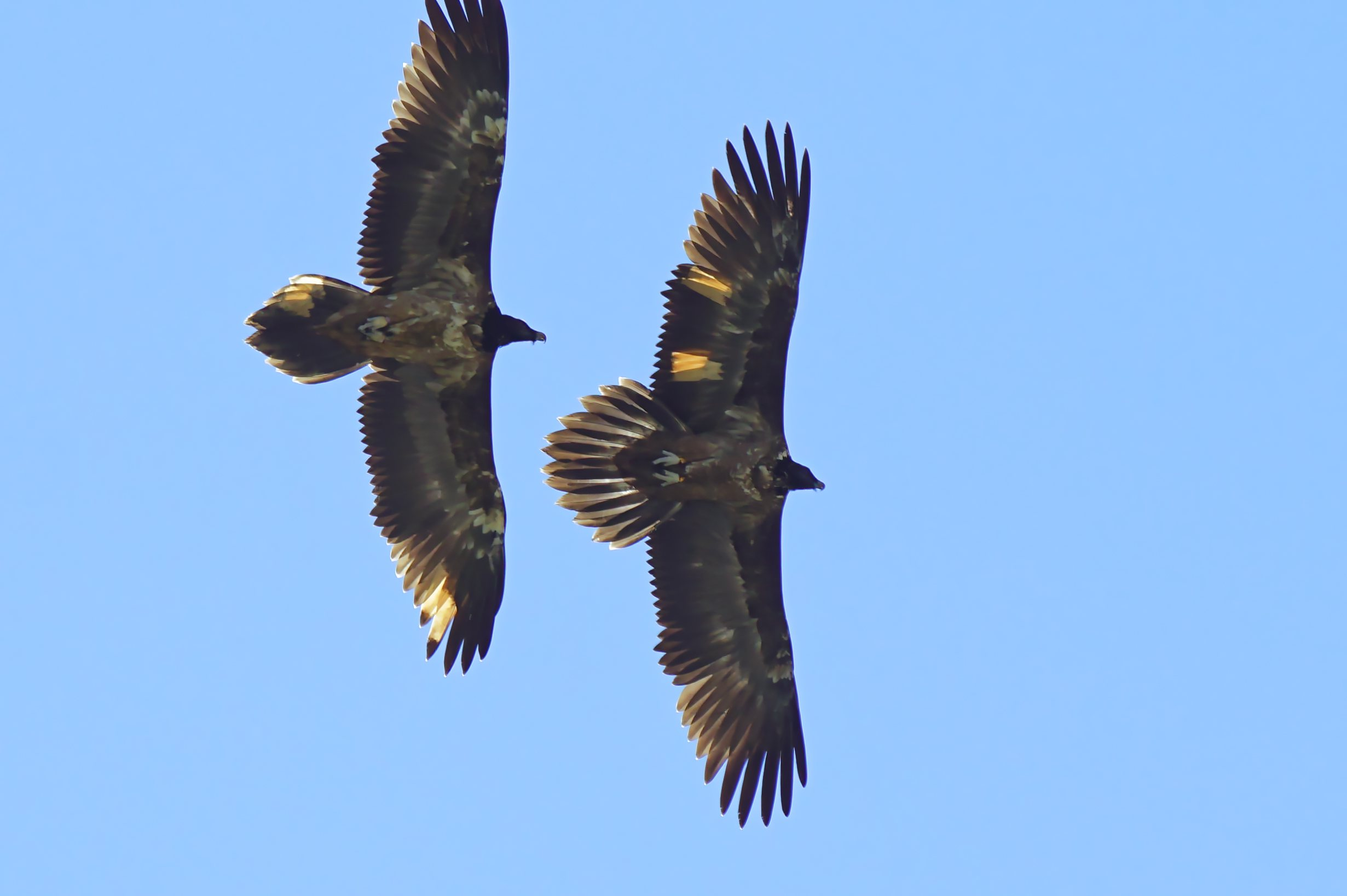
Bavaria und Wally (2021)

| Nr | Name    | Bild | BG/BV (Bartgeier / bearded vulture) | Geschlecht | Jahr | Freilassung          | Geburtsort         | Ringe            | Anmerkung |
| -- | ------- | ---- | ----------------------------------- | ---------- | ---- | -------------------- | ------------------ | ---------------- | --- |
| 1  | Bavaria |      | 1112                                | weiblich   | 2021 | Knittelhorn/ Halsalm | Andalusien         | violett          | bleibt ortstreu, Streifgebiet nördliche Ostalpen |
| 2  | Wally   |      | 1113                                | weiblich   | 2021 | Knittelhorn/ Halsalm | Andalusien         | orange           | benannt nach der Geier-Wally; blieb nach erfolgreicher Auswilderung und Überwinterung zunächst ortstreu im Berchtesgadener Land; † nach plötzlichem Ortswechsel im April 2022 im Zugspitzgebiet verunglückt, vermutlich durch Steinschlag; Großcousine von Bavaria |
| 3  | Dagmar  |      | 1145                                | weiblich   | 2022 | Knittelhorn/ Halsalm | Andalusien         | r schwarz l grün | erster Flug am 2. Juli 2022; Cousine von Bavaria |
| 4  | Recka   |      | 1147                                | weiblich   | 2022 | Knittelhorn/ Halsalm | Andalusien         | r blau l rot     | benannt nach der Tochter Wazes; wurde am 10. Juli 2022 flügge; Schwester von Wally, Großcousine von Bavaria |
| 4  | Sisi    |      | 1171                                | weiblich   | 2023 | Knittelhorn/ Halsalm | Alpenzoo Innsbruck | r rot l rot      | Erstflug am 20. Juni 2023 |
| 4  | Nepomuk |      | 1178                                | männlich   | 2023 | Knittelhorn/ Halsalm | Haringsee          | r gelb l blau    | Erstflug am 21. Juni 2023 |